# Stazione di Rosolina

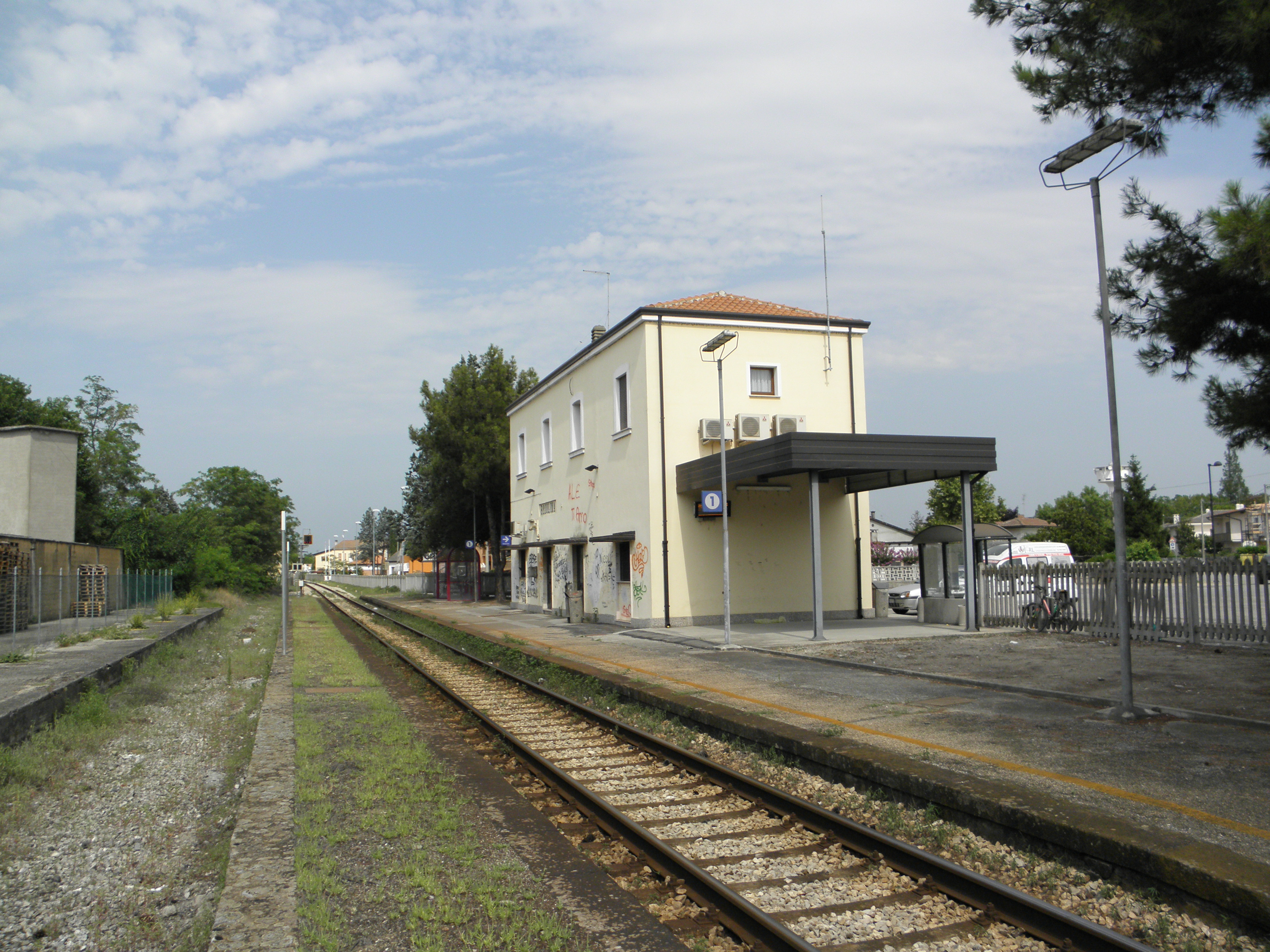
Il piazzale binari

La stazione di Rosolina è una fermata ferroviaria posta sulla linea Rovigo-Chioggia. Serve il centro abitato di Rosolina.

## Storia
La fermata di Rosolina venne attivata il 23 maggio 1887 come parte della tratta da Loreo a Chioggia della linea Rovigo-Chioggia.